# Coker v. Georgia
Coker v. Georgia to nazwa sprawy, jaką rozstrzygnął Sąd Najwyższy Stanów Zjednoczonych w roku 1977. W konsekwencji zniosła ona karę śmierci za gwałt, niezakończony śmiercią ofiary. Wniesiona została 28 marca 1977 a decyzję ogłoszono 29 czerwca tegoż roku.

## Historia
Erlich Anthony Coker, który uciekł z więzienia, gdzie odbywał karę za morderstwo, gwałt, porwanie i inne przewiny, włamał się 2 września 1974 roku do domu państwa Allena i Elnity Carverów, gdzie zgwałcił (pozostawiając przy życiu) 16-letnią panią domu oraz skradł samochód.
Coker został skazany na śmierć za gwałt. Ostatni wyrok śmierci za niepołączony z morderstwem gwałt wykonano w roku 1964 w Missouri, ale część stanów utrzymywała stare przepisy. Wyrok śmierci na Cokera (na krześle elektrycznym) został podtrzymany przez Sąd Najwyższy stanu Georgia, gdzie miało miejsce przestępstwo. Choć w owym czasie obowiązywało nieformalna, ale przestrzegana abolicja (kilka stanów, w tym Georgia, utrzymywało w mocy stare przepisy, ale traktowano je jako martwą literę prawa). Jednakże w połączonych sprawach Woodson v. North Carolina, Roberts v. Louisiana, Jurek v. Texas, Profitt v. Florida, i Gregg v. Georgia SN dał w 1976 roku zielone światło do ponownego wykonywania wyroków śmierci.
Sąd Najwyższy jednak zamienił wyrok śmierci na Cokera. W orzeczeniu większości sędzia Byron White napisał, iż kara śmierci za gwałt jest wyraźnie nieproporcjonalna do czynu (podstawą była VIII i XIV poprawka do konstytucji). Od tej pory kara śmierci za gwałt jest praktycznie zniesiona.

## Przebieg głosowania

### Większość (opinia White'a)
- Byron White - wnioskodawca większości
  - Potter Stewart (dołączył)
  - Harry Blackmun (dołączył)
  - John Paul Stevens (dołączył)
    - Thurgood Marshall (poparł)
    - William J. Brennan (poparł)
    - Lewis F. Powell (poparł, ale tylko w części)

### Mniejszość
- Lewis F. Powell (w części)
- Warren Earl Burger (Prezes SN)
- William H. Rehnquist

### W sieci
- Pełny tekst decyzji
- Lista egzekucji za gwałt w latach 1626-1964. users.bestweb.net. [zarchiwizowane z tego adresu (2007-10-21)].